# Голя (Любінський повіт)
Голя (пол. Gola, нім. Guhlau) — село в Польщі, у гміні Любін Любінського повіту Нижньосілезького воєводства.
Населення — 175 осіб (2011).
У 1975-1998 роках село належало до Легницького воєводства.

## Демографія
Демографічна структура станом на 31 березня 2011 року:
|          | Загалом | Допрацездатний вік | Працездатний вік | Постпрацездатний вік |
| -------- | ------- | ------------------ | ---------------- | -------------------- |
| Чоловіки | 86      | 14                 | 68               | 4                    |
| Жінки    | 89      | 18                 | 55               | 16                   |
| Разом    | 175     | 32                 | 123              | 20                   |